# Niels Jakob Larsen
Niels Jakob Larsen, född 1845, död 1928, var en dansk politiker.
Larsen var ursprungligen jurist och 1873–81 redaktör för Morgenbladet. Åren 1881–1903 var han medlem av Folketinget och 1891–1918 försäkringsdirektör. Utan att vara någon ledare blev Larsen en av Venstres inflytelserikaste parlamentariker, var 1884–1901 medlem av och 1892–95 ordförande för finansutskottet. Ursprungligen anhängare av Christen Berg, bröt han 1887 med denne och följde Frede Bojsen. Den krasse polemikern blev nu en initiativrik realpolitiker, bidrog till förlikningen 1894 och satte sin prägel på lagarbetet. För djurskyddstanken var Larsen en föregångsman.